# 川黔铁路
川黔铁路是中国一条连接重庆市与贵州省贵阳市的铁路。已通车仍然使用，1997年重庆市恢复直辖后，铁道部并没有将此线改名，官方仍称川黔铁路。此铁路线位于重庆市和贵州省，其中贵州境内292.8 km，全线属成都铁路局管辖：线路自重庆市渝中区重庆站起，与成渝铁路共轨至小南海站，跨过长江后经綦江进入贵州，再经桐梓、遵义、息烽、修文至贵阳，全长470公里，全线设40个车站。川黔铁路沿线地质情况复杂，全线有隧道101个，总延长29.352 km，明洞14个总延长5.642 km，大中小桥梁125座、总延长10km，全线隧道，桥隧总延长占线路长度的10%。
这条铁路北接成渝铁路、遂渝铁路、襄渝铁路，南接黔桂铁路、滬昆铁路，其主要支线有：三万铁路、小赶铁路、中心支线等，是西南地区路网骨架的重要组成部分。川黔铁路开通至今已半个世纪，线路老化严重，由于地形气候原因，每年夏天雨季几乎都会因暴雨造成线路中断。2018年初渝贵铁路通车后，川黔铁路逐步转为纯货运线路，只保留一对通勤客车（5629/5630次）开行。
川黔铁路于1956年4月开工，1965年7月13日全线通车，1965年10月交付运营，部分区间由原綦江铁路改造而来。1990年12月17日赶水站至南宫山站电气化，1991年12月28日全线电气化。
川黔铁路遵义市区外迁工程于2012年3月启动项目前期工作，2014年10月完成项目审批手续，2014年12月开工建设，2019年11月25日投入使用。